# Copa Germans Pironti
La Copa Germans Pironti fou una competició esportiva de clubs d'hoquei sobre patins de Catalunya. Fou creada com a homenatge als italians Luigi i Ernesto Pironti, primer president i membre de la junta directiva de la Federació Catalana d’Hoquei Patins, respectivament. Es disputà anualment des del 1941 fins al 1947, i fou considerat un torneig de gran prestigi. Hi participaven els clubs catalans que competien al Campionat de Catalunya de primera, segona i tercera categoria.
Els clubs amb més títols foren el Cerdanyola Club d'Hoquei (1941 i 1944) i el  RCD Espanyol (1943 i 1946), amb dos títols cadascun.

## Historial
| En negreta = Equip guanyador (prò.) = Pròrroga (pen.) = Penals (1) = Nombre de títols Nota: Noms dels equips segons l'època |

| Edició | Temp. | Data       | Campió            | Resultat | Subcampió     | Seu                                          | refs.       |
| ------ | ----- | ---------- | ----------------- | -------- | ------------- | -------------------------------------------- | ----------- |
| I      | 1941  |            | Cerdanyola CH (1) | 4-2      | Girona CH     | Pista de la Plaça Calvo Sotelo, Barcelona    | [ 2 ] [ 3 ] |
| II     | 1942  | 25-07-1942 | Girona CH (1)     | 7-1      | Patín HC      | Pista de Vista Alegre, Girona                | [ 4 ]       |
| III    | 1943  | 18-07-1943 | RCD Espanyol (1)  | 7-7      | Girona CH     | Pista del Gran Casino, Cerdanyola del Vallès | [ 5 ]       |
| III    | 1943  | 25-07-1943 | RCD Espanyol (1)  | 5-2      | Girona CH     | Pista del Gran Casino, Cerdanyola del Vallès | [ 5 ]       |
| IV     | 1944  | 15-07-1944 | Cerdanyola CH (2) | 3-2      | RCD Espanyol  | Pista del CN Reus Ploms, Reus                | [ 6 ] [ 7 ] |
| V      | 1945  | 26-05-1945 | CE Sabadell (1)   | 3-2      | Cerdanyola CH | Pista de la Plaça Calvo Sotelo, Barcelona    | [ 8 ]       |
| VI     | 1946  | 27-07-1946 | RCD Espanyol (2)  | 7-4      | Patín HC      | Pista de la Plaça Calvo Sotelo, Barcelona    | [ 9 ]       |
| VII    | 1947  | 20-07-1947 | CN Reus Ploms (1) | 4-1      | GEiEG         | Pista del CN Reus Ploms, Reus                | [ 10 ]      |

## Palmarès
| Equip                        | Campió | Subcampió | Finals | Anys campió | Any subcampió |
| ---------------------------- | ------ | --------- | ------ | ----------- | ------------- |
| Cerdanyola Club d'Hoquei     | 2      | 1         | 3      | 1941, 1944  | 1945          |
| Reial Club Deportiu Espanyol | 2      | 1         | 3      | 1943, 1946  | 1944          |
| Girona Club d'Hoquei         | 1      | 2         | 3      | 1942        | 1941, 1943    |
| Centre d'Esports Sabadell    | 1      | 0         | 1      | 1945        | —             |
| Club Natació Reus Ploms      | 1      | 0         | 1      | 1947        | —             |
| Patín Hockey Club            | 0      | 2         | 2      | —           | 1942, 1946    |
| GEiEG                        | 0      | 1         | 1      | —           | 1947          |